# オリオン (仮装巡洋艦)
オリオン (Orion) は、第二次世界大戦で通商破壊戦を遂行したドイツの仮装巡洋艦。1930/31年に竣工した貨物船「Kurmark」を改装して1939年12月9日に就役。「オリオン」は最初に仮装巡洋艦に改造された商船の1隻である。通商破壊船1号 (Handelstörkreuzer 1) と名づけられて、1940年4月6日ドイツを出発し中立国の船を装いホーン岬を回って太平洋に入った。英海軍は同船を Raider-A （襲撃艦 A）とマークして探索した。「オリオン」はオークランド港沖に機雷原を設置し、ナウル沖で仮装巡洋艦「コメート」と共に数隻の敵船を沈めた。1941年8月23日ボルドーに帰還した。この間7隻の商船を沈めた。その後「Hektor」と改名され、海軍砲術学校の練習艦として使用され、1945年1月再び「オリオン」となり、迫るソ連軍から逃れるオストプロイセンの避難民をバルト海からドイツ西部に運んだ。1945年5月4日「オリオン」は爆撃を受けて沈没したが、乗船していた4000名のうち殆どが救助され、150名余りが死亡した。船体は1952年スクラップにされた。